# Mårten Falk
Mårten Oskar Falk, född 12 juni 1973 i Nacka församling i Stockholms län, är en svensk klassisk gitarrist.
Mårten Falk är son till författarna Hans Falk och Bisse Falk. Vidare är han sonson till konstnären Lars Erik Falk och författaren Kerstin Thorvall samt brorson till konstnären Gunnar Falk. Han är utbildad vid konservatoriet École normale de musique de Paris där han hade Alberto Ponce som lärare. Han har även studerat komposition för Sven-David Sandström.
Falk har turnerat i Sverige, Norge, Finland, Danmark, Tyskland, Spanien, Italien, Frankrike, Holland, England, Österrike, Ryssland, Ukraina, Japan, USA, Kanada, Peru, Chile och Argentina. Han har samarbetat med tonsättare från många länder, som exempelvis Angelo Gilardino och Sven-David Sandström med flera och gjort över 100 uruppföranden av ny musik.
Mårten Falk har släppt tolv skivor, varav sju soloskivor på bolaget dB Productions. Falk behärskar flera typer av gitarrinstrument till exempel luta, barockgitarr, romantisk gitarr, vihuela och rysk sjusträngad gitarr.
Sommaren 2015 sände Sveriges Radio P2 "Falks musikhistorier" där Mårten Falk spelade och berättade om musikens historia från 1500-talet till 2000-talet.
2016 och 2017 gav Gehrmans förlag ut de två första delarna av Mårten Falks gitarrlärobok "Gitarrmästaren" del 1 och 2.
Mårten Falk är sedan 2023 gift med Maria Falk (ogift Johansson).
Diskografi:
2005: Anecdotes (musik av J.K. Mertz, F Tárrega, A. Segovia)
2007: Eclectric Guitar Expeience (musik för gitarrer och elektronik från 2000-talet)
2008: Russian Romantics Reborn (romantisk musik från Ryssland och Östeuropa)
2009: Ylva Skog Terra Firma
2009: Örjan Sandred Cracks and Corrosion
2010: Mårten Falk and El Escorial The Spanish Renaissance World of Miguel de Fuenllana (spansk vihuelamusik)
2010: Hiriyoku Itoh: Swaying into Darkness
2011: Fab Lab New Age (ny svensk musik radikalinterpreterad av Mårten Falk, Christopher Anthin och Erik Bergqvist)
2012: Españoletas (spanska gitarrfavoriter från fem sekel)
2014: Nocturnal Shadows (musik av bland andra Britten, Bach, Berio)
2016: Alexander Vetrov: Solo works for Russian Guitar.